# Conflicto de los bienes eclesiásticos de la Franja
El conflicto de los bienes eclesiásticos de la Franja, también conocido como conflicto del patrimonio eclesiástico del Aragón Oriental es un conflicto generado entre las comunidades autónomas de Aragón y Cataluña por los bienes eclesiásticos que corresponden a las parroquias oscenses transferidas en 1995 de la diócesis de Lérida a la de Barbastro-Monzón, situándose la mayor parte en el Aragón Oriental.

## Origen
El 15 de junio de 1995, el nuncio apostólico de la Santa Sede en España notificó al presidente de la Conferencia Episcopal Española, el arzobispo de Zaragoza, Elías Yanes, la decisión de la Santa Sede de acoger la recomendación de esta y realizar la transferencia de las 111 parroquias aragonesas hasta entonces pertenecientes a la diócesis de Lérida a la nueva diócesis de Barbastro-Monzón. La notificación en concreto se expresaba en los siguientes términos:

En cumplimiento del encargo recibido, me es grato comunicar a V.E. que la Congregación de los Obispos ha examinado detenidamente el asunto de la remodelación de los límites entre las diócesis de Lérida y de Barbastro, sobre la base de la petición formulada a su tiempo por la Conferencia Episcopal Española de que los territorios de la autonomía de Aragón pertenecientes a la Diócesis de Lérida pasen a formar parte de la Diócesis de Barbastro. Y teniendo en cuenta las razones expuestas en orden a favorecer el mayor bien espiritual de los fieles, ha decidido acogerla.

Para la realización de la mencionada remodelación, dicho Dicasterio ha tomado la siguiente determinación:

1. Desmembrar de la Diócesis de Lérida las parroquias situadas en la autonomía aragonesa pertenecientes a los arciprestazgos de Ribagorza Occidental, Ribagorza Oriental y Cinca Medio y unirlas a la Diócesis de Barbastro, que pasará a denominarse Barbastro-Monzón.

2. Los otros arciprestazgos de Litera y Bajo Cinca con sus respectivas parroquias, serán agregados a la Diócesis de Barbastro-Monzón dentro de tres años, es decir, el 15 de junio de 1998, de manera que el territorio de la Diócesis de Lérida pueda mientras tanto ser adecuadamente definido.

En opinión del arzobispo de Tarragona y presidente de la conferencia episcopal tarraconense, Ramón Torrella, la transferencia habría sido el resultado de la oposición de las parroquias aragonesas a la propuesta de creación de una conferencia episcopal catalana, distinta de la española.

## Conflicto
La transferencia de las parroquias y, sobre todo de sus respectivos bienes y objetos artísticos o de arte sacro, inició una intrincada serie de litigios entre las diócesis de Barbastro-Monzón y Lérida, tanto de derecho canónico como de derecho administrativo, en los que se han visto envueltos los gobiernos de Aragón y Cataluña. En 2003 el Obispado de Lérida recibió 60 000 € como cobro por servicios de asesoramiento al Museo Diocesano para evitar la devolución de los bienes a las parroquias afectadas.
Finalmente, los jueces eclesiásticos decidieron en 2005 que las 113 obras de arte pertenecían a la diócesis de  Barbastro-Monzón. La diócesis de Lérida emitió un comunicado aceptando la decisión, a la vez que anunciaba que se abriría el proceso administrativo civil. Más tarde, el obispado de Lérida anunció que se debían comenzar conversaciones para llegar a un acuerdo, no dando por finalizada la disputa.
En 2006 la Generalidad de Cataluña autorizaba la salida de los bienes poniendo como condición la «preservación de la unidad e integridad de la colección», además de exigir «la apertura de más de una sede museística, que incluya el territorio catalán; la edición de un catálogo único de las obras; una política conjunta de intercambio; y que se acuerden itinerarios de turismo rural que difundan los valores de su patrimonio cultural». Poco después el parlamento catalán, bajo la iniciativa de CiU y los votos a favor de ERC, PSC e ICV, emitieron una resolución que obligaba al gobierno catalán a mantener las obras en el Museo Diocesano de Lérida. La resolución conminaba a la Generalidad a que «las obras de arte en litigio, gestionadas desde hace más de cien años por el obispado de Lérida, se mantengan como colección inscrita en el Catálogo de Patrimonio Cultural Catalán según la Ley 9/1993 del patrimonio», además de que «las obras de arte en litigio se conserven y expongan en el Museo de Lérida, Diocesano y Comarcal hasta que no se llegue a un acuerdo de gestión consensuado entre las partes en conflicto que permita la salvaguarda y la difusión de la colección en los términos que recomienda el Consejo Internacional de Museos (ICOM) y la comunidad museística internacional». La resolución de la Generalidad anterior, de la consejera de Cultura, Caterina Mieras, fue ampliamente criticada por el parlamento. Aragón suspendió su participación en la Eurorregión Pirineos Mediterráneo en 2006 como protesta por la actitud de las autoridades catalanas.
El 1 de julio de 2008 se llegó a un acuerdo entre las dos diócesis, por el que se entregaba las obras de arte a la diócesis de Barbastro-Monzón. Sin embargo el conflicto permaneció atascado por la negativa continuada de la administración catalana de dar el permiso de salida, lo que llevó finalmente a Aragón a presentar una querella criminal en febrero de 2009, renunciando a la solución del procedimiento civil que se veía sin salida. En noviembre de 2010 se convocó una manifestación en Zaragoza para protestar.
En octubre de 2011, la Audiencia Provincial de Lérida confirmó la sentencia del juez de Primera Instancia de Lérida, confirmando la titularidad de los bienes de las parroquias aragonesas. El nuncio papal, Renzo Frattini, confirmó en noviembre de 2011 que los bienes serían devueltos a Aragón en 6 a 12 meses.
El 21 de julio de 2012, el Juzgado de lo Contencioso Administrativo de Lérida comunicó a la Diputación Provincial de Lérida, miembro del Consorcio del Museo Diocesano de Lérida, su sentencia sobre el recurso contencioso-administrativo que el Gobierno de Aragón interpuso en relación con las 113 piezas de arte diocesano que se encuentran en dicho museo. Esta sentencia desestimaba íntegramente el recurso del Gobierno de Aragón, a la vez que recogía la incompetencia del citado Gobierno de Aragón para actuar sobre los bienes que se encuentran en el territorio de la comunidad autónoma catalana, afirmando que los objetos eran «patrimonio cultural catalán».
En agosto de 2013, Ferran Mascarell, consejero de Cultura de la Generalidad, realizó las siguientes declaraciones:

[...] el tema de la propiedad no es discutible. [...] la lectura que hacemos desde Cataluña es que todo lo que hay en el museo es la labor hecha por un obispo, en beneficio de que las obras no fueran llevadas a los Estados Unidos. [...] Cataluña no puede admitir que algo que ha tutelado, ha respetado y ha cuidado durante prácticamente cien años, comprado todo de forma correcta y lícita, o donado de forma correcta o lícita, sea tratado como dicen algunos partidos aragoneses. Esto no forma parte de lo posible. [...] Para el conseller, el litigio sobre estas obras de arte religioso se desencadenó "de manera ficticia cuando se crea una diócesis nueva y esta diócesis nueva hace todo lo posible para diferenciarse de la diócesis catalana. [...] nosotros propusimos un acuerdo que consistía en mirar de compartir las obras sin discutir la propiedad. [...] Cuando alguien con ganas de buscar acuerdos gobierne donde se debe gobernar, ya nos lo dirán. Mientras tanto, por parte nuestra no habrá novedades, no puede haberlas.

Tanto el PP en Aragón como el PAR protestaron por las declaraciones del consejero. La diputada del PP en las Cortes de Aragón María José Ferrando comentó que «son más de veinte pronunciamientos eclesiásticos ya por parte del Vaticano y otras tantas sentencias judiciales en el ámbito de lo civil las que avalan que son las parroquias aragonesas las propietarias de las piezas, y que, por lo tanto, deben volver». La portavoz del PAR en la Comisión de Educación, Cultura y Deporte de las Cortes, María Herrero, llegó a hablar de que las obras estaban «retenidas ilegalmente» en Cataluña.
15 años después de que el nuncio apostólico en España decidiese que se devolviesen los bienes a las parroquias aragonesas, el Gobierno de Aragón, en una petición oficial de la presidenta Luisa Fernanda Rudi, solicitó en julio de 2013 que se le cediesen los derechos sobre las obras eclesiásticas para poder reclamar la devolución definitiva. Las diócesis de Barbasto-Monzón y Huesca se han negado, considerando «más oportuno» que sea el Estado español el que reclame los bienes al museo de Lérida. En respuesta, Chunta Aragonesista planteó el uso de la Ley de Patrimonio de Aragón y expropiar las obras de arte, a lo que la consejera de Cultura, Dolores Serrat, respondió: «Es una vía muy radical, muy compleja, que no nos gustaría tener que tomar, pero no descartamos nada de nada» en el caso de que el diálogo con los obispos no avanzase.
A principios de junio de 2015, el Tribunal Superior confirmó la propiedad aragonesa de estos bienes, obligando con ello a su devolución.
El conflicto volvió a avivarse cuando, en verano de 2015, el consejero de Justicia de la Generalidad, Germà Gordó, ofreció la nacionalidad catalana a los habitantes del Aragón Oriental en una hipotética Cataluña independiente. El presidente de Aragón, Javier Lambán, reaccionó hablando «de una agresión entendible desde la indigencia intelectual y ética de quien la plantea», además recordó la actitud «de retener unas obras de arte expoliadas se pone moralmente a la altura de un régimen al que ustedes condenaron en su día por haber hecho eso mismo a Cataluña», ante el incumplimiento de la sentencia del Tribunal Supremo. Una carta abierta de Lambán a Mas solicitando una solución al conflicto, fue respondida por el presidente de la Generalidad en una misiva a Gordó dando por buena la propiedad catalana de los bienes y poniendo en cuestión la «identidad de los aragoneses».
En diciembre de 2019 el magistrado ordenó al Obispado de Lérida entregar 111 obras de 43 parroquias al de Barbastro-Monzón, desestimando todos sus argumentos en contra. Finalmente, tras 25 años de litigio, el 10 de marzo de 2021 llegaron a Aragón 111 obras de la disputa, de las 158 que han estado en discusión. Un parte será expuesta en el museo diocesano de Barbastro.

## Otros conflictos similares

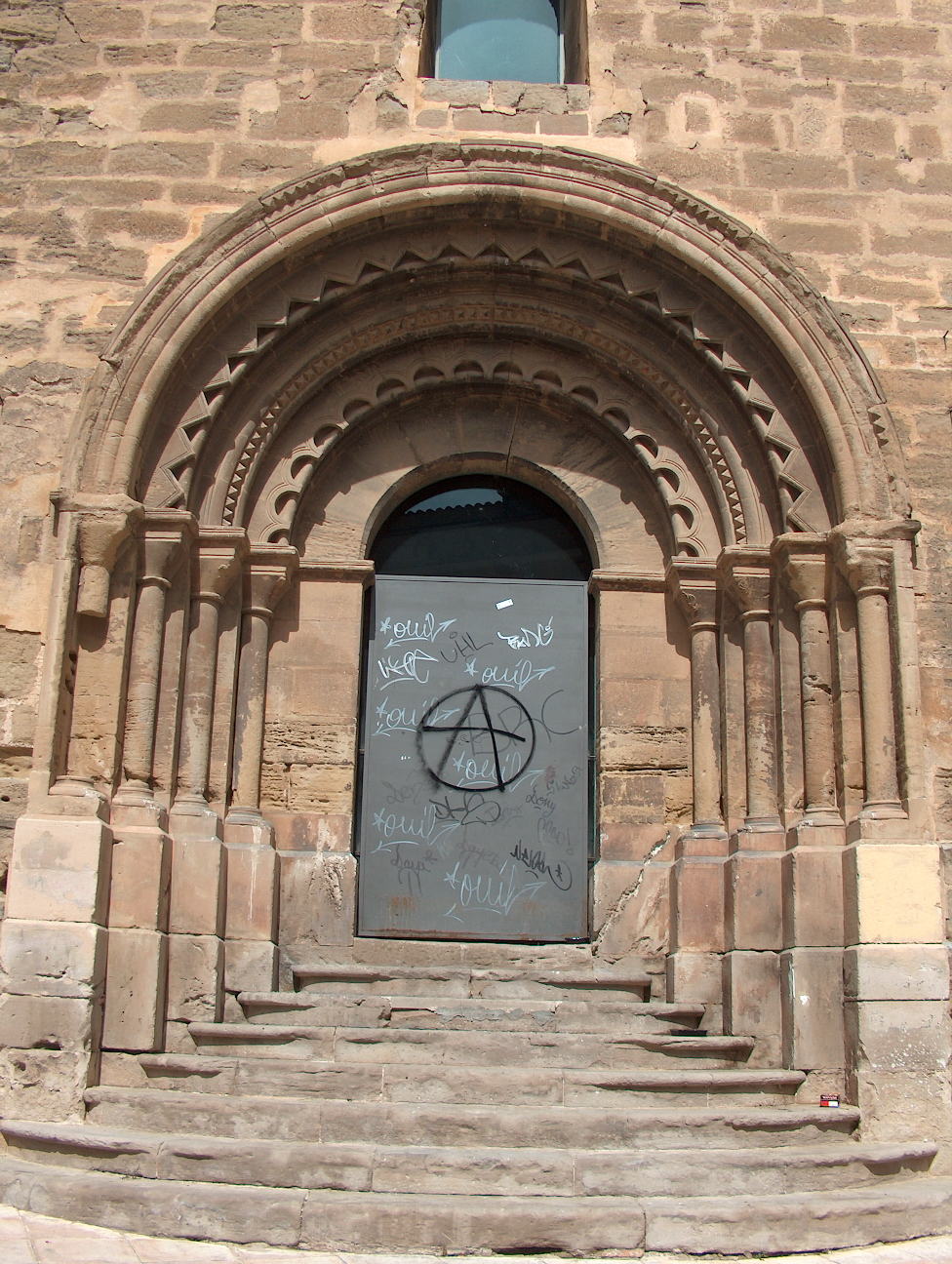
Portada de la iglesia de San Martín en Lérida.

Entre tanto, en un proceso similar, los ayuntamientos de Berbegal y Peralta de Alcofea han presentado denuncias por la vía penal para recuperar su patrimonio, solicitando como medida cautelar su secuestro judicial y su depósito cautelar en Huesca. Se trata de la portada de la antigua iglesia de El Tormillo (núcleo de Peralta), que se encuentra en el templo románico de San Martín en Lérida. Las otras dos piezas reclamadas, el retablo del Salvador de la colegiata de Berbegal y la tabla de San Pedro y la Crucifixión, de Peralta, están en el Museo Diocesano y Comarcal de Lérida. Las parroquias de Berbegal y Peralta de Alcofea pasaron a la diócesis de Huesca en 1956, quedándose los bienes en la diócesis de Lérida. Desde el obispado de Lérida se afirma haber pagado 375 pesetas por la portada románica de la iglesia de El Tormillo a finales del siglo XIX. También están los 44 códices medievales (algunos del siglo X), más de 1200 pergaminos y 180 protocolos notariales del archivo de la catedral de Roda de Isábena que fueron llevados a Lérida en 1864 «en calidad de depósito». El traslado duró 22 días y estuvo «rodeado de enfrentamientos con los vecinos de Roda y pueblos cercanos que se resistían a perder las milenarias joyas de su catedral».
Existe también un conflicto entre los Gobiernos de Aragón y Cataluña por las joyas del monasterio de Sijena, que fueron vendidas por las hermanas de la Orden de Malta, propietarias del convento, a la Generalidad de Cataluña. Las ventas, que tuvieron permiso eclesiástico, se realizaron en 1982 (44 piezas por 66 millones de pesetas) y 1992 y 1995 (52 piezas por 39 millones) y fueron parte de una permuta de terrenos. Las operaciones fueron denunciadas por el Gobierno de Aragón por considerar que tenía derecho de tanteo para adquirir las obras. El juzgado de Huesca ha dado la razón al Gobierno aragonés en abril de 2015, anulando la venta. Los bienes deberían haber sido devueltos en septiembre de 2015, pero el Gobierno catalán aun no ha cumplido la sentencia.
Las pinturas románicas de la sala capitular del monasterio ya habían sido trasladadas por soldados republicanos en 1936 a Barcelona y actualmente se exhiben en el Museo Nacional de Arte de Cataluña. Un proceso judicial para la recuperación de las pinturas se puso en marcha pocos meses después de que el juzgado de Huesca diese la razón al Gobierno aragonés en la cuestión anterior.
En 2013, el historiador Policarpo Sánchez presentó una denuncia contra la Generalidad para evitar el traslado y conseguir la devolución de papeles aragoneses (y de otras comunidades) que se habían enviado desde el Archivo General de la Guerra Civil Española de Salamanca a Cataluña, como parte del traslado de los llamados «papeles de Salamanca». El traslado de la última remesa había sido aprobado por el consejo de ministros y firmado por el ministro Wert. Según los abogados denunciantes, «Se han llevado papeles incautados en Aragón y de aragoneses que estaban coyunturalmente en Cataluña. [...] La ley aprobada se limita a los papeles de la Generalidad, los intervenidos en Cataluña y de personas jurídicas o personas particulares catalanes». A 2015, la disputa todavía está en los tribunales.

## Objetos en disputa
Finalmente, 111 obras artísticas pertenecientes a las parroquias del Aragón Oriental se encuentran en el Museo Diocesano de Barbastro. Entre las más importantes están:
- Frontal de altar de San Hilario (siglo XIII)
- Frontal de altar de San Vicente Trassera (segunda mitad siglo XIII)
- Arqueta de Buira (siglo XIV)
- Cruz procesional en plata (siglo XVI)
- Pintura sobre tabla de San Martín Obispo (siglo XV)
- Escultura en piedra de la Virgen María (siglo XIV)
- Retablo de Montanuy
- Grupo escultórico, Nacimiento y Adoración de los pastores (siglo XVI)
- Pintura sobre tabla, Santa Eulalia y Santa Madrona (primer cuarto de siglo XVI)
- Frontal de altar (principios siglo XIII)
- Cuenco de Benavente (siglo XIV)
- Trono prioral (siglo XIV)
- Pintura sobre tabla, Nacimiento y Adoración de los Reyes Magos' (siglo XV)